# Pensacola
Pensacola – miasto (city) w Stanach Zjednoczonych, w północno-zachodniej Florydzie, siedziba administracyjna hrabstwa Escambia, port nad zatoką Pensacola (odnoga Zatoki Meksykańskiej). W 2013 roku miasto liczyło 52 703 mieszkańców.
Pierwsza osada na terenie obecnego miasta założona została przez Hiszpanów w 1559 roku, jednak została opuszczona po dwóch latach. Obszar ten został ponownie zasiedlony w 1698 roku, również przez Hiszpanów, którzy wznieśli na tym obszarze Fort San Carlos de Austria (zniszczony przez Francuzów w 1719-1720). W 1763 roku miasto znalazło się w posiadaniu brytyjskim i stało się ośrodkiem administracyjnym Florydy Zachodniej.

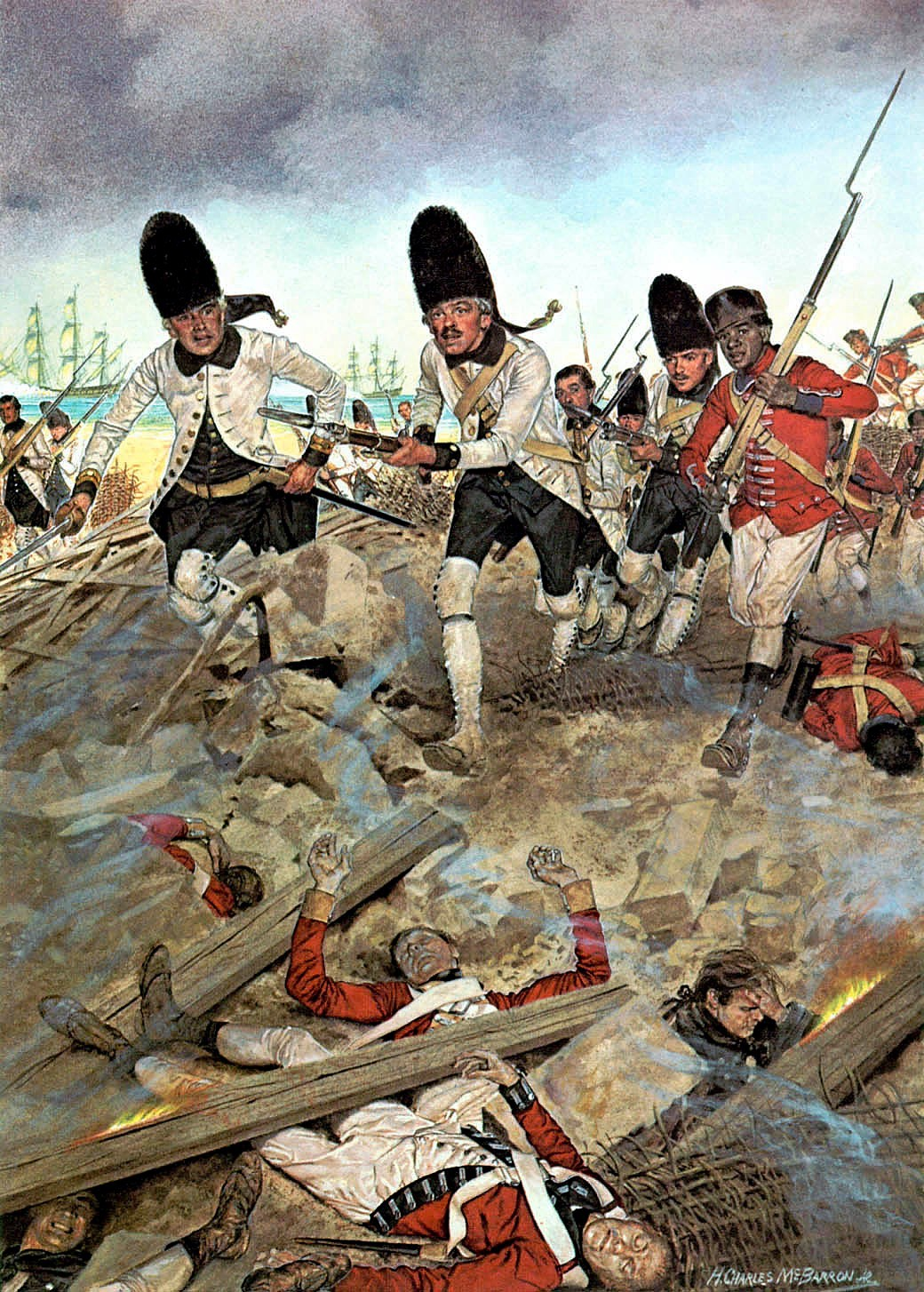
Atak Hiszpanów na pozycje brytyjskie pod Pensacolą w 1781

W 1781 roku, podczas rewolucji amerykańskiej miasto, ostoja lojalistów, zostało zdobyte przez wojska hiszpańskie. W 1818 roku, podczas I wojny seminolskiej Pensacola została zdobyta przez armię amerykańską, a formalnie w granicach Stanów Zjednoczonych znalazła się po zakupie Florydy w 1821 roku. Podczas wojny secesyjnej kontrolę nad Pensacolą sprawowała Konfederacja, choć pobliski Fort Pickens przez cały okres wojny pozostawał w rękach Unii.
W mieście znajduje się międzynarodowy port lotniczy.
W mieście rozwinął się przemysł chemiczny, drzewny, papierniczy, spożywczy oraz włókienniczy.

## Urodzeni w Pensacola
- Roman Reigns – wrestler w WWE
- Kiersey Clemons – amerykańska aktorka
- Roy Jones Jr. – amerykański bokser
- Michelle Snow – amerykańska koszykarka

## Miasta partnerskie
- Gorłówka